# Faro de Pedra de Lume
El Faro de Pedra de Lume (en portugués: Farol de Pedra de Lume) es un faro en Cabo Verde que se localiza en el lado oeste de la isla de Sal, en el pequeño puerto de pesca de Pedra de Lume.
El faro actual es una moderna columna metálica con 5 metros de altura.
El anterior faro consistía en una torre de madera de forma piramidal con 8 metros de altura, adyacente a una pequeña capilla. La capilla es blanca cubierta de tejas y poseía una serie de bandas horizontales negras y blancas pintadas en el tejado y en la parte lateral, que servían de marca diurna.